# Quest Channel
Der Quest Channel (englisch, in Argentinien Canal Quest) ist eine Meerenge im Archipel der Adelaide- und Biscoe-Inseln vor der Westküste der Antarktischen Halbinsel. Sie führt vom offenen Südpolarmeer zwischen dem Hibbert Rock im Nordwesten und den Henkes-Inseln im Südosten zum Adelaide Anchorage an der Südküste der Adelaide-Insel.
Das UK Antarctic Place-Names Committee benannte den Kanal 1964 nach dem Beiboot Quest der HMS Protector zur Vermessung dieses Gebiets im Jahr 1963.